# 제6지역지원단
제6지원단(6th Area Support Group (6th ASG))은 미국 유럽 육군의 지원부대이다. 시설관리사령부(IMCOM)의 주둔지 부대(USAG)로 대채되기 전까지 미국 유럽 육군의 직할부대였다.
주요 부대인 슈투트가르트 바이힌겐의 패치 막사의 미국 유럽 사령부 본부, 뵈블링엔, 판쳐 막사의 제10특전단 (공수) 1대대, 아우크스부르크의 제66군사정보단, 바트아이블링의 제718군사정보단을 지원하였고, 슈투트가르트, 아우크스부르크, 가르미슈, Bad Aibling, and Chiemsee의 미군 공동체(US Military Community)를 포함한 인구 15,000명과 7,800 에이커와 21,931,000 평방피트의 건물 면적을 커버하였다.

## 역사
부대는 1944년 6월 15일에 제535병참단 본부 및 본부분견대로 구상되어 3일 뒤에 잉글랜드에서 창설되었다. 노르망디로 유럽에 진입하여 라인란트와 벌지 전투로 잘 알려진 안데스-알자스 전역에 참가하였다. 종전 후에는 1948년 6월 20일에 해산하였다.
1949년 3월 1일 버지니아주의 캠프 리에서 제6병참단으로 편성되었다. 한국 전쟁이 터지고 참전하기 위해 한반도로 옮겨갔다. 전쟁 동안 주한 미군을 지원하며 두개의 대통련 부대 표창을 수여받았으며 1953년 1월 24일에 해산하였다.
1966년 12월 1일에 제6병참단으로 조지아주의 포트 베닝에서 재소집되어 1967년 1월 16일에 해산할 때까지 활동하였다.
1983년 1월 16일, 제6지역지원단 본부 및 본부중대로 재소집되었다.
2005년, 유럽 시설관리국의 지역지원단, 기지지원대대(Base Support Battalions), 지역지원대(Area Support Teams)를 21개 주둔지로 배치하는 표준 주둔지 조직화 계획에 따라 하이델베르크에서 "미국 육군 슈투트가르트 주둔지"(United Statse Army Garrison Stuttgart (USAG Stuttgart))로 휘하의 가르미슈 지역지원대는 "미국 육군 가르미슈 주둔지(United Statse Army Garrison Garmisch (USAG Garmisch))로 바뀌었다.

## 조직 (1960년 12월자)
- 본부 및 본부 분견대, 하나우
- 제14병참대대 (직접 지원), 바벤하우젠 Muenster Kaserne?
- 제15병참대대 (직접 지원), Kaefertal
- 제56병참대대 (직접 지원), 카이저슬라우테른

## 관할 시설
- 로빈슨 막사(Robinson Barracks)
- 캘리 막사(Kelley Barracks)
- 패치 막사(Patch Barracks)
- 판처 막사(Panzer Kaserne)

## 기록

### 계보
- 1944년 6월 15일, Headquarters and Headquarters Detachment, 535th Quartermaster Group
→제535병참단, 본부 및 본부분견대
- 1949년 3월 1일, Headquarters and Headquarters Detachment, 6th Quartermaster Group
→제6병참단, 본부 및 본부분견대
- 1966년 12월 1일, Headquarters and Headquarters Company, 6th General Support Group
→제6종합지원단, 본부 및 본부중대
- 1983년 1월 16일,Headquarters and Headquarters Company, 6th Area Support Group
→제6지역지원단, 본부 및 본부중대

### 전역
| 스트리머                   | 내역 |
| -------------------------- | --- |
| 제2차 세계 대전, 유럽 전구 | - 북부 프랑스 - 라인란트 - 안데스-알자스 전역 |
| 한국 전쟁                  | - 유엔 공세 - 중화인민해방군 개입 - 제1차 유엔 역공세 - 중화인민해방군 공세 - 유엔 하계-추계 공세 - 제2차 한반도 동계 - 1952년 한반도 하계-추계 - 제3차 한반도 동계 |

### 스트리머
| 스트리머                  | 내역      | 명령서    |
| ------------------------- | --------- | --------- |
| 대한민국 대통령 부대 표창 | 한국 전쟁 | 제6병참단 |
| 대한민국 대통령 부대 표창 | 한국 전쟁 | 제6병참단 |

## 참고
- “보관된 사본” (영어). 1999년 1월 27일에 원본 문서에서 보존된 문서. 2019년 4월 16일에 확인함.
- “6th Area Support Group”. 《globalsecurity.org》 (영어). 2017년 3월 26일에 원본 문서에서 보존된 문서. 2018년 2월 26일에 확인함.[